# Gada (Moutourwa)
Gada (à ne pas confondre avec la localité de Gada dans le canton de Godola) est une localité du Cameroun située dans la commune de Moutourwa, le département du Mayo-Kani et la Région de l'Extrême-Nord, au pied des monts Mandara, à proximité de la frontière avec le Tchad.

## Localisation
Gada est localisé à 10°10'34.3" Nord de latitude et 14°05'50.6" Est de longitude.